# 居眠り政治家

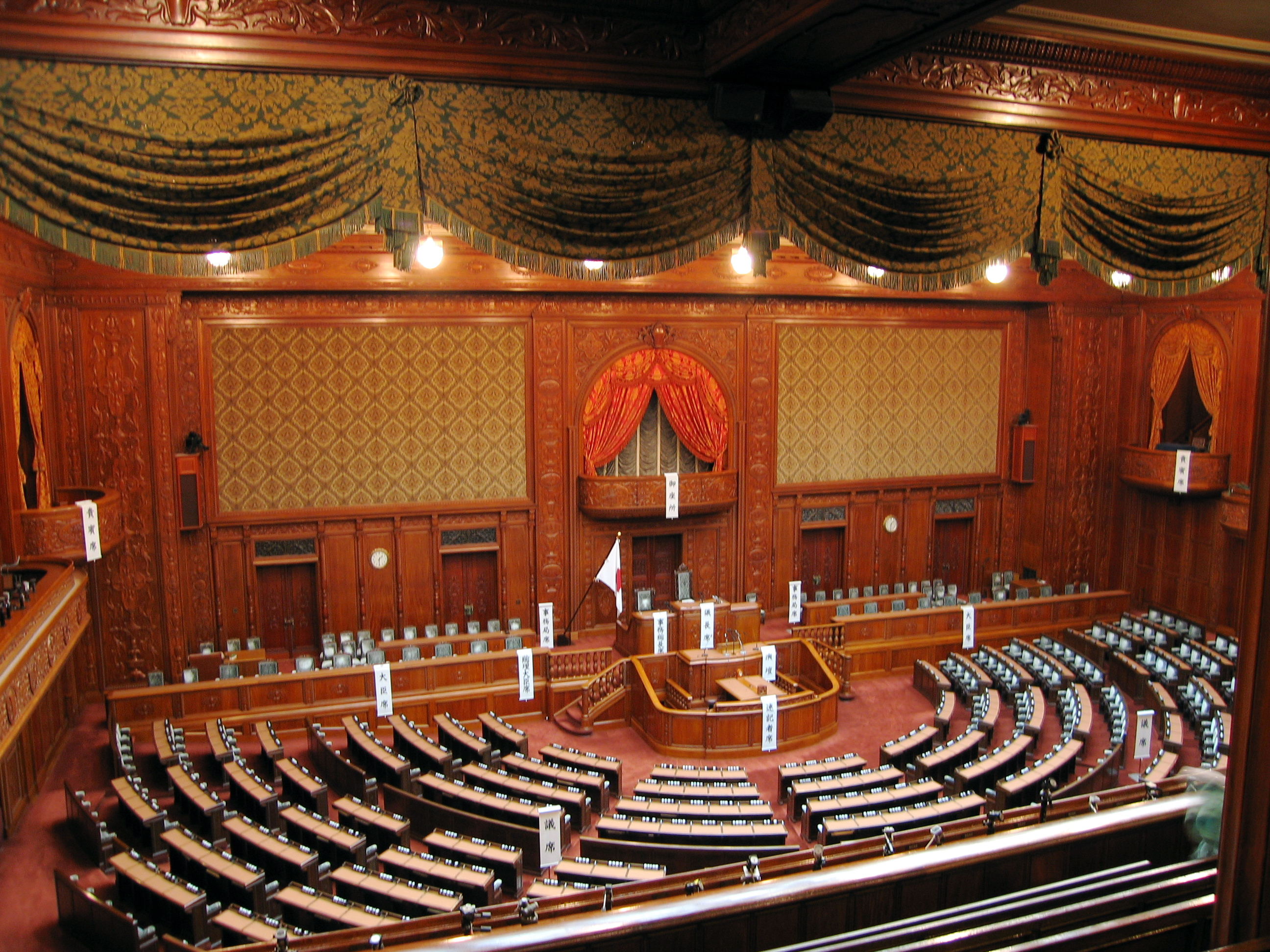
国会　衆議院

居眠り政治家（いねむりせいじか）とは、政治家が、議会の審議中など、職務中に居眠りをする問題のこと。

## 背景
政治家が居眠りをする基本的な原因は「眠くなってしまう」議会の構造にある。議会では、すでに文書で書かれた決まった「形式的」なやり取りをすることがほとんどであり、議会で行う議論にインパクトがなく、つまらなくて眠くなってしまうという。

## 不祥事・問題行動
奈良市議の北良晃氏（８１）が３月２８日の市議会本会議での採決の際、居眠りをしていた隣席の市議の電子表決ボタンを代わりに押したとして、懲罰動議が提出されていた。その後、辞職した。。
石破茂首相（自民党総裁）が2024年11月11日の衆院本会議での首相指名選挙中に居眠りしていたとみられる場面があった。林芳正官房長官は同日夜の記者会見で風邪気味で風邪薬を服用していたと説明した。「風邪気味であることを除けば、健康状態に何ら問題ないと承知している」と述べた。

## 反応

### 容認
郵便学者の内藤陽介は「とにかく全員が出席して黙って座っている今の国会の審議のやり方というのが果たしてどうなのか。そりゃ寝るなという方が無理だろ、という面はあるので。よく国会議員の居眠りが指摘されますが、そりゃたぶんほぼ全員寝てるでしょうから。それはやっぱりやり方を変えるしかないと思います」と発言した。

### 批判
「たくさん給料をもらっているのに、寝ているだけなのはおかしい」といった類の指摘が一般的である。
三崎優太は「居眠りしても、失言しても、特に何もしなくても税金から300万支給されるっておかしすぎない？」と発言した。
地方議員を対象にしたアンケートでは、80%の議員が「（同僚議員の）居眠り行為を許せない」と回答した。

## 対策
議会に顔センサーを配置し、居眠りを確認すると「議会中ですよ。起きてください」とアナウンスする装置の導入が提案されている。

## 国外での事例

### 朝鮮民主主義人民共和国
朝鮮民主主義人民共和国（北朝鮮）の最高人民会議では居眠りをすると、反逆罪で死刑といった極めて厳しい処分を下される場合がある。大韓民国国家情報院はによれば、人民武力部長を務めた玄永哲が軍訓練幹部大会で居眠りしたため、平壌の射撃場で高射機関銃で銃殺されたと報告している。